# Вила-Фернанду (Гуарда)
Вила-Фернанду (порт. Vila Fernando) — населённый пункт и район в Португалии, входит в округ Гуарда. Является составной частью муниципалитета Гуарда. По старому административному делению входил в провинцию Бейра-Алта. Входит в экономико-статистический субрегион Бейра-Интериор-Норте, который является частью Центрального региона. Население составляет 587 человек на 2001 год. Занимает площадь 15,97 км². Покровителем района считается Дева Мария (порт. Nossa Senhora da Conceição).

## География
Район Вила-Фернанду (Гуарда) состоит из двух деревень Вилла-Фернандо и Вилла-Фернандо Гар, разделённых рекой Ноэми и кроме того к ним относятся ещё шесть населённых пунктов: Кинта ди Байшу, Кинта ду Мейю, Куинта ди Сима, Монте Каррету, Вилла Мендова, Алфейа де Санта. Река Ноэми является притоком реки Коа, которая в свою очередь является притоком реки Дуэро, впадающей в Атлантический океан.

## Муниципалитет
В районе публикуется свободно распространяемый журнал Семь голосов. В районе есть рынок, который находится в хорошем месте на реке Ноэми, он работает каждую субботу.